# Commedie shakespeariane

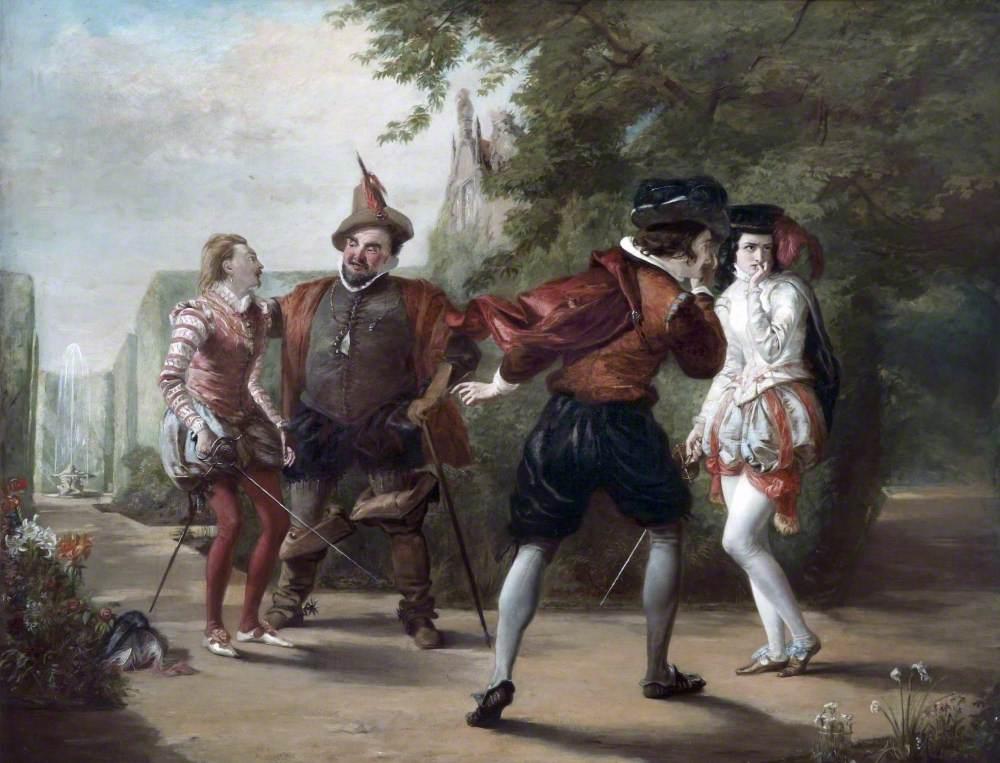
La scena del duello ne "La dodicesima notte", olio su tela di William Powell Frith (1842)

Secondo la scansione presente già nel First Folio e poi divenuta tradizionale, le opere di William Shakespeare sono state suddivise in tre categorie: tragedie, commedie e drammi storici.
Alcuni storici hanno però sostenuto la creazione di una quarta categoria interna proprio alle commedie: i romances (o "drammi romanzeschi").

## Caratteristiche
Le "Commedie" nella tradizione elisabettiana avevano un significato molto diverso dalla commedia moderna. Una tipica commedia shakespeariana ha un lieto fine, che solitamente comporta il matrimonio per tutti i personaggi nubili, e un tono e uno stile più frivolo rispetto alle altre opere.
Lo schema nelle commedie solitamente prevede conflitti interiori (al personaggio) ed esteriori (tra più personaggi), e una tensione tra i valori apollinei e dionisiaci.
Le commedie shakespeariane tendono inoltre ad avere:
- Una lotta dei giovani amanti per superare le difficoltà che sono spesso causate dai più anziani
- Separazione ed unificazione
- Confusione di identità
- Un domestico intelligente
- Dispute familiari
- Trame ed intrecci multipli
- Uso frequente di vari tipi di comicità (slapstick, giochi di parole, arguzie, etc.)
- Lieto fine.

Alcune commedie, come Misura per misura e Tutto è bene quel che finisce bene, hanno un tono diverso, con commistione di commedia e tragedia, il che le ha portate ad essere classificate come tragicommedia o anche problem plays ("drammi problematici" o "dialettici").

## Lista delle commedie shakespeariane
Per anno (ipotetico) di composizione:
- I due gentiluomini di Verona (1589-91)
- La bisbetica domata (1590-91)
- La commedia degli errori (1594)
- Pene d'amor perdute (1594-6)
- Pene d'amore vinte (1595-6; perduta)
- Sogno di una notte di mezza estate (1595)
- Il mercante di Venezia[2] (1596-7)
- Le allegre comari di Windsor (1597)
- Molto rumore per nulla (1598-99)
- Come vi piace (1599-1600)
- La dodicesima notte (1601)
- Misura per misura[3] (1603-4)
- Tutto è bene quel che finisce bene[3] (1604-5)
- Pericle, principe di Tiro[4] (1607-8)
- Il racconto d'inverno[4] (1609-11)
- Cimbelino[4] (1610)
- La tempesta[4] (1610-11)
- Cardenio (1612-13; perduta)
- I due nobili congiunti[2] (1613-14)